# Ferus Gallery
La Ferus Gallery ou galerie Ferus en français était une galerie d'art contemporain ouverte de 1957 à 1966. En 1957 elle était localisée au 736A North La Cienega Boulevard à Los Angeles en Californie. En 1958, elle fut déplacée de l'autre côté de la rue au 723 North La Cienega Boulevard, où elle demeura jusqu’à sa fermeture en 1966.

## Histoire
La galerie fut fondée en 1957 par le conservateur Walter Hopps, l'artiste Edward Kienholz, et Bob « Baza » Alexander, un artiste réalisant des collages et un poète, derrière un antiquaire sur La Cienega Boulevard. Ils appelèrent la galerie « Ferus » en hommage à James Farris, un possible ami de Walter Hopps qui s'était suicidé par arme à feu,. Ils ont choisi l'orthographe « Ferus » car Bob Alexander qui était chargé du design du logo de la galerie, estima qu'elle rendait mieux pour le logo, ce que Hopps accepta. Il est aussi vrai que « Ferus » est un mot signifiant « sauvage, féroce ou rugueux ». Il est néanmoins peu probable que les fondateurs de la galerie aient pensé à cela quand ils ont choisi ce nom pour la galerie[réf. souhaitée]. 
En 1958, Kienholz quitta le groupe pour se concentrer sur sa production artistique, et fut remplacé par Irving Blum. Au même moment, Sayde Moss, une riche veuve, devint une partenaire officieuse. Grâce à son soutien ils purent déménager la galerie de l'autre côté de la rue au 723 North La Cienega Boulevard,. 
Jusqu'à l'automne 1958, la galerie accueillit 20 expositions, mais ne réalisa que très peu de vente. Blum persuada Walter Hopps de réduire le nombre d'artistes représentés à quatorze (sept de San Francisco et sept de Los Angeles) et améliora la santé financière de la galerie. 
Sous la direction d'Irving Blum, à partir de 1958, la galerie expose à la fois l'art de la côte Ouest et de New York. Ce fut la première galerie de la côte Ouest à dédier une exposition solo à Andy Warhol, que Blum rencontra la première fois à New York en 1961. Blum s'aventura aussi à exposer d'autres artistes de la côte Est, tel que Jasper Johns, Roy Lichtenstein et Frank Stella. Le « Finish Festish » - un style qui souligne les surfaces brillantes - et le « Light and Space » - art questionnant la perception - sont d'autres styles qui se multiplièrent au sein de la Ferus Gallery et qui ont permis à Los Angeles de se distinguer par rapport à la production artistique mondiale. L'artiste Ed Ruscha compara la galerie à une maison de disque de jazz « où il y a de nombreuses voix sous un même label. Chacun à une vision très distincte du monde et de son travail, et cela permet d'atteindre un espace vital et d'y rester. ».
De 1960 à 1964, la collectionneuse Marcia Simon Weisman présenta chaque mois un cours d'initiation pour les collectionneurs novices, sous la direction de Blum et Hopps. Des collectionneurs locaux dévoués comme Robert Rowan, Edwin Janss, Betty Asher, et l'écrivain Michael Blankfort furent de fidèles auditeurs.
Hopps quitta la galerie en 1962 pour devenir conservateur et, plus tard, directeur du Musée d'Art de Pasadena. La Ferus Gallery ferma en 1967 quand Blum chercha un nouveau souffle financier en ouvrant la Ferus/Pace avec Arne Glimcher, propriétaire de la Pace Gallery new-yorkaise. Cette aventure se termina moins de deux ans plus tard. Blum ouvrit encore la « Irving Blum Gallery » avant de partir pour New York en 1972 où il fit un partenariat avec Joseph Helman et ouvre lit « BlumHelman Gallery » ; il retourna vivre à Los Angeles en 1998 à son compte. À partir de 1965, les bureaux du magazine d'art Artforum se sont installés à côté de la galerie avant de déménager à New York en 1967.

## Expositions notables
L'exposition inaugurale de la Ferus Gallery était intitulée Object on the New Landscape Demanding of the Eye (du 15 mars au 11 avril 1957), elle présentait une exposition groupée des travaux de Frank Lobdell, Jay DeFeo, Craif Kauffman, Richard Diebenkorn, John Altoon et Clyfford Still. Sonia Gechtoff était aussi exposée dans cette exposition en plus d'être la première exposition solo de la Ferus Gallery en 1957. 
En 1957, la galerie fut temporairement fermée après l'arrestation de Wallace Berman par des officiers de la police du Los Angeles Police Department pour obscénité lors de son exposition. Ce fut sa première et seule exposition solo. 
En juillet 1962, Andy Warhol: Campbell's Soup Cans fut la première exposition solo de Pop Art d'Andy Warhol et la première exposition de ses canettes de soupe. Cinq de ses tableaux furent vendus 100 dollars chacun, mais Blum les racheta tous pour préserver l'unité de l'ensemble et paya les trente-deux tableaux 1000 dollars. 
Des artistes locaux ont eu leurs propres premières expositions personnelles à la galerie : Wallace Berman (1957), Billy Al Bengston (1958), Ed Moses (1958), Robert Irwin (1959), John Mason (1959), Kenneth Price (1960), Llyn Foulkes (1962), Larry Bell (1962) et Ed Ruscha (1963).

## Héritage
Le Musée d'Art du comté de Los Angeles  organisa en 1968 l'exposition Late Fifties at the Ferus, et le Musée d'Art de Newport Harbor organisa en 1976 l'exposition The Last Time I Saw Ferus. En 2002, la Galerie Gagosian, à New York, monta une exposition de 45 sculptures, peintures, dessins et autres médiums de 22 artistes vus à la Ferus Gallery durant ses années d'activités. Réuni par Irving Blum, l'exposition inclut les publicités d'expositions de la Ferus Gallery par Roy Lichtenstein et autres, quelques photographies de la scène artistique prise par Dennis Hopper, et un catalogue élaboré de 144 pages. En 2007, The Cool School est réalisé, un documentaire à propos de la galerie et de ses artistes excentriques. 
En 2007, la Galerie Samuel Freeman à Santa Monica créa une replique de la Ferus Gallery sur ses propres murs. L'exposition présenta la porte originale ainsi qu'une réplique de l'exposition de Billy Al Bengston durant les années 1960. En janvier 2010, la galerie rouvrit ses portes sur le site original du 723 N La Cienaga à Los Angeles sous la direction de Tim Nye des Galeries Nyehaus et Franklin Parrasch avec une exposition intitulée Ferus Gallery Greatest Hits Vol. 1 et montrait beaucoup d'œuvres originales d'artistes de la Ferus Gallery. 

## The Cool School
Ce que l'on appelle The Cool School est plutôt une école artistique propre à la ville de Los Angeles. La Ferus Gallery y prend grandement part puisqu'elle expose nombre d'artistes locaux. Ce nom découle de la mouvance jazz de l'époque qui tend à qualifier le son de Los Angeles de « cool », « smooth ». Ce groupe informel est composé notamment de : Ed Ruscha, Craig Kauffman, Wallace Berman, Ed Moses et Robert Irwin. Ces artistes participent à un nouvel élan artistique explorant de nouveaux horizons culturels notamment dans le courant « Finish Fetish », « Light and Space » mais également la photographie, la sculpture et la performance. Ils vont faire de Los Angeles un lieu culturel important se démarquant clairement de la scène new-yorkaise.  

### Catalogue d'exposition
- Los Angeles 1955/1985 : naissance d'une capitale artistique, Paris, Centre Pompidou, musée  national d’Art moderne / Centre de création industrielle, 8 mars – 17 juillet 2006
- Pacific Standarts Time : Crosscurrents in L.A. Painting and Sculpture, 1950-1970, Los Angeles, J.  Paul Getty Museum, 1 octobre 2011 – 5 février 2012

### Filmographie
- Morgan Neville (réalisateur), The Cool School: How L.A Learn to Love Modern Art [DVD], Tremolo Production, 2008, 86 min.